# 10583 Kanetugu
10583 Kanetugu (1995 WC4) là một tiểu hành tinh vành đai chính được phát hiện ngày 21 tháng 11 năm 1995 bởi T. Okuni ở Nanyo.